# Sankt Michels stift

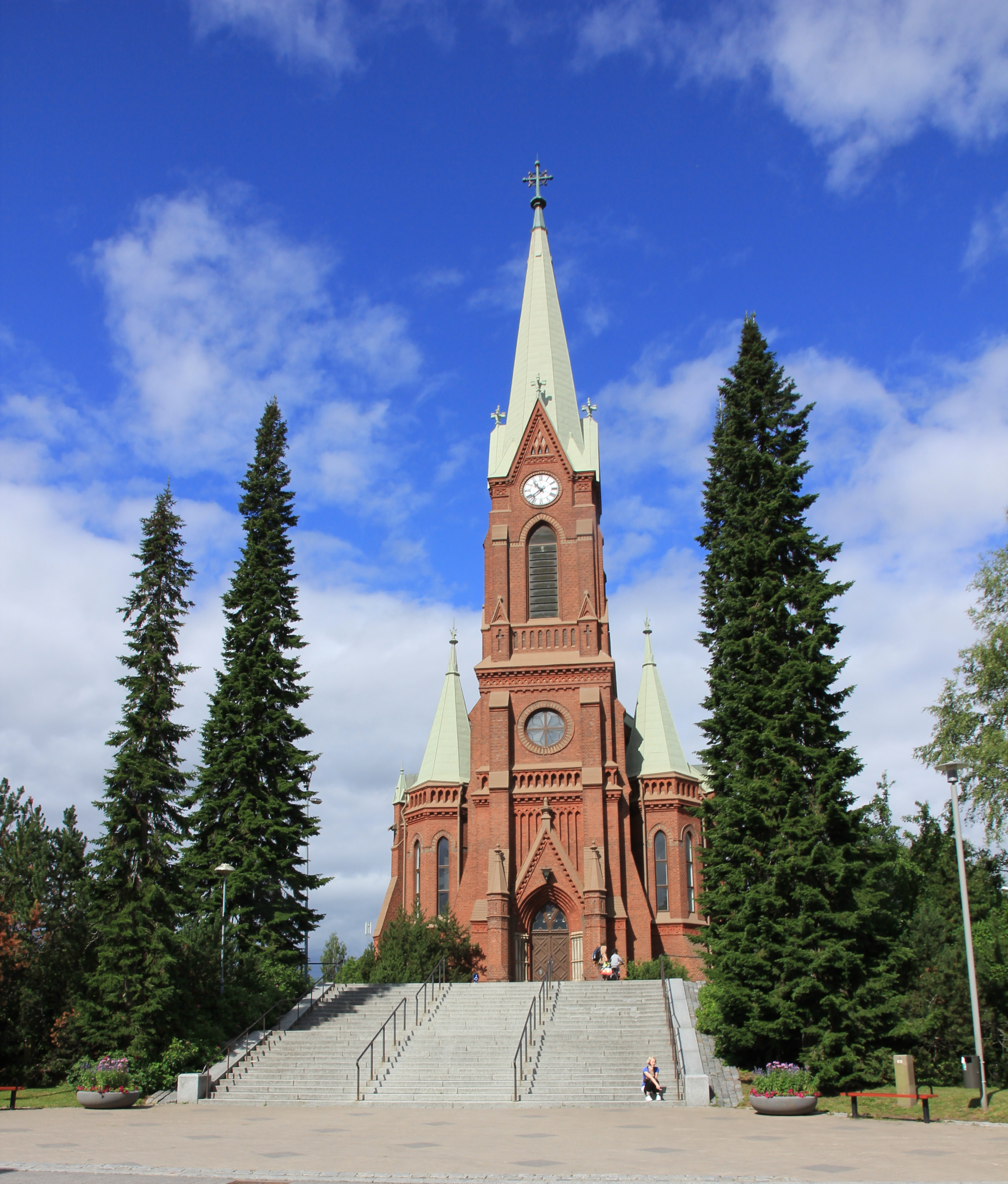
St Michels domkyrka.

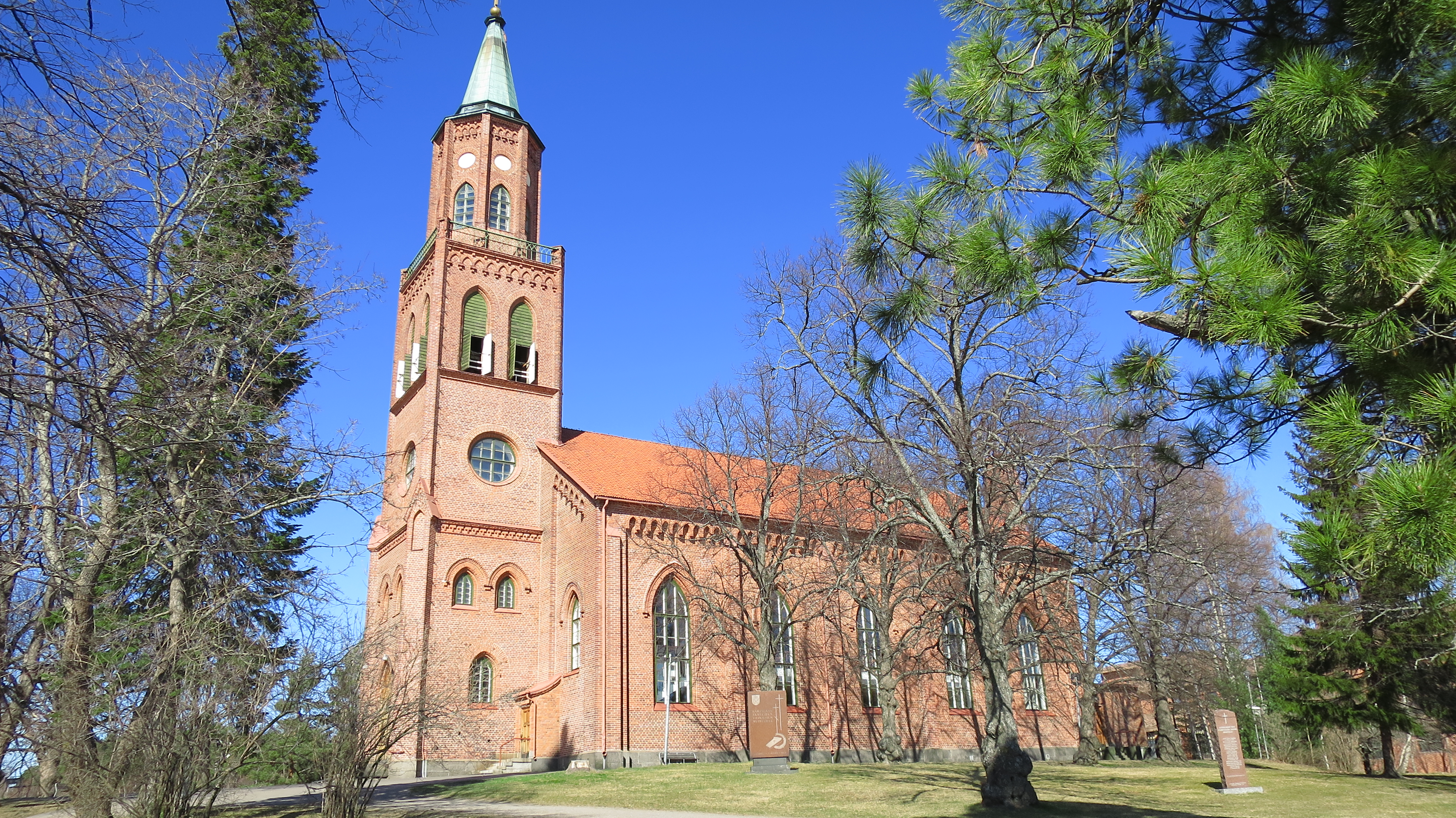
Nyslotts domkyrka.

Sankt Michels stift är ett av de nio stiften i Evangelisk-lutherska kyrkan i Finland. Som domkyrka för stiftet används Sankt Michels domkyrka. Stiftet grundades år 1897 som Nyslotts stift. Kyrkan i Nyslott har dock bevarat sitt namn som Nyslotts domkyrka. Biskopssätet flyttades år 1924 till Viborg, men eftersom Finland förlorade staden till Sovjetunionen under andra världskriget (först under vinterkriget 1939-1940 och en andra gång i fortsättningskriget 1941-1944) flyttades biskopssätet vidare till Sankt Michel år 1945. Stiftet bestod då till största delen av de församlingar som blev kvar på den finska sidan av Viborgs stift vid fredsslutet. Idag består stiftet av fyra prosterier och 38 församlingar (2021).

## Prosterier i Sankt Michels stift
1. Södra Savolax prosteri (Domprosteriet)
2. Södra Karelens prosteri
3. Kymmenedalens prosteri
4. Päijänne-Tavastlands prosteri

## Biskopar i Sankt Michels stift
- Biskopar av Nyslott 1897-1924
  - Gustaf Johansson 1897–1899
  - Otto Immanuel Colliander 1899–1924
- Biskopar av Viborg 1924–1945
  - Erkki Kaila 1925–1935
  - Yrjö Loimaranta 1935–1942
  - Ilmari Salomies 1943–1945
- Bikopar av Sankt Michel 1945–
  - Ilmari Salomies 1945–1951
  - Martti Simojoki 1951–1959
  - Osmo Alaja 1959–1978
  - Kalevi Toiviainen 1978–1993
  - Voitto Huotari 1993–2009
  - Seppo Häkkinen 2009–2023
  - Mari Parkkinen 2023–